# Sing-Sing (album)
Sing-Sing – album Maryli Rodowicz wydany w 1976 roku nakładem wytwórni Pronit. Album został ponownie wydany na winylu i po raz drugi na CD w serii Antologia Maryli Rodowicz (2012−2013), nakładem Universal Music Polska.

## Lista utworów

### Strona 1
| 1. | "Sing-Sing" (J.Mikuła, A.Osiecka)                      | 2:42  |
|    |                                                        |       |
| 2. | "Damą być" (J.Mikuła, A.Osiecka)                       | 2:00  |
|    |                                                        |       |
| 3. | "Średni wiek, średni gest" (J.Mikuła, A.Osiecka)       | 4:18  |
|    |                                                        |       |
| 4. | "Moja mama jest przy forsie" (J.Wróblewski, A.Osiecka) | 2:15  |
|    |                                                        |       |
| 5. | "Karnawał raz w życiu" (J.Mikuła, A.Osiecka)           | 3:40  |
|    |                                                        |       |
|    |                                                        | 14:55 |
|    |                                                        |       |

### Strona 2
| 1. | "Ludzkie gadanie" (S.Krajewski, A.Osiecka)  | 4:20  |
|    |                                             |       |
| 2. | "Lubię nas" (W.Karolak, A.Osiecka)          | 4:30  |
|    |                                             |       |
| 3. | "Dom na jednej nodze" (J.Mikuła, A.Osiecka) | 3:20  |
|    |                                             |       |
| 4. | "Domowa czarownica" (S.Krajewski, J.Hasowa) | 3:22  |
|    |                                             |       |
| 5. | "Zmieniam skórę" (J.Wróblewski, A.Osiecka)  | 2:40  |
|    |                                             |       |
|    |                                             | 18:12 |
|    |                                             |       |

## Twórcy
- Jan Ptaszyn Wróblewski – dyrygent
- Orkiestra

### Personel
- Zofia Gajewska – reżyser nagrania
- Janina Słotwińska – operator dźwięku
- Marian Mroszczak – projekt graficzny
- Renata Pajchel – foto